# Over-Heembeek
Over-Heembeek est un ancien hameau du nord de la ville de Bruxelles. Avec Neder-Heembeek, ils forment l'ancienne commune de Neder-Over-Heembeek, situé à l'ouest du canal maritime de Bruxelles à l'Escaut.
Heembeek près de Senne est l'un des plus anciens lieux mentionnés  de la région bruxelloises. Il y avait deux hameaux : Neder-Heembeek se trouvait au nord, en aval sur Heembeek, Over-Heembeek au sud, en amont. Au XIIe siècle, les deux paroisses sont sous le patronage de l'abbaye de Dieleghem. Ils ont également réussi à faire deux seigneries. Celle d'Over-Heembeek était plus modeste que celle de Neder-Heembeek. À la fin du XVIIe siècle, Neder-Hembeek, comptait 266 habitants. La carte de Ferraris de 1770 montre Over-Heembeek au sud-ouest de Neder-Heembeek. À la fin du XVIIIe siècle, Over-Hembeek, comptait 236 habitants. En 1814, les paroisses de Neder-Heembeek et Over-Heembeek furent fusionnées, après qu'en 1813 les communes avaient été réunies en une seule : Neder-Over-Heembeek. Celle-ci resta indépendante jusqu'à son annexion par Bruxelles en 1921.

## Sites
- Église Saint-Nicolas, qui remonte au XIIe siècle. La tour est un reste de l'ancienne église romane. L'église a été désacralisée en 1932 et est depuis lors utilisée comme centre culturel[4].